# Bisdom Valença
Het bisdom Valença (Latijn: Dioecesis Valentina in Brasilia) is een rooms-katholiek bisdom met als zetel Valença, in Brazilië. Het bisdom is suffragaan aan het aartsbisdom São Sebastião do Rio de Janeiro.

## Geschiedenis
Het bisdom werd opgericht op 27 maart 1925, uit delen van het bisdom Barra do Piraí. 

## Parochies
Het bisdom had in 2020 een oppervlakte van 3.996 km2 en telde 398.120 inwoners waarvan 63,8% rooms-katholiek was.

## Bisschoppen
- André Arcoverde de Albuquerque Cavalcanti (1 mei 1925 - 8 augustus 1936)
- René de Pontes (13 oktober 1938 - 2 april 1940)
- Rodolfo das Mercés de Oliveira Pena (3 januari 1942 - 9 december 1960)
- José Costa Campos (9 december 1960 - 26 maart 1979)
- Amaury Castanho (30 november 1979 - 3 mei 1989)
- Elias James John Manning (14 maart 1990 - 12 februari 2014)
- Nelson Francelino Ferreira (12 februari 2014 - heden)

São Sebastião do Rio de Janeiro (aartsbisdom) · Barra do Piraí-Volta Redonda · Duque de Caxias · Itaguaí · Nova Iguaçu · Valença